# Imperi Centreafricà
Imperi Centreafricà va ser el nom que la República Centreafricana va tenir després que el president Jean-Bédel Bokassa assolís el poder gràcies a un cop d'estat i s'autoproclamés emperador amb el nom de Bokassa I el 1976. L'estat va mantenir aquest nom fins a 1979, quan Bokassa va ser enderrocat pel seu predecessor, David Dacko, i es va restaurar la República.